# Colibrí calçat lluent
El colibrí calçat lluent (Eriocnemis vestita) és una espècie d'ocell de la família dels troquílids (Trochilidae) que habita des del nord-oest de Veneçuela fins al nord del Perú.